# St. Willibald (Oberwiesenacker)

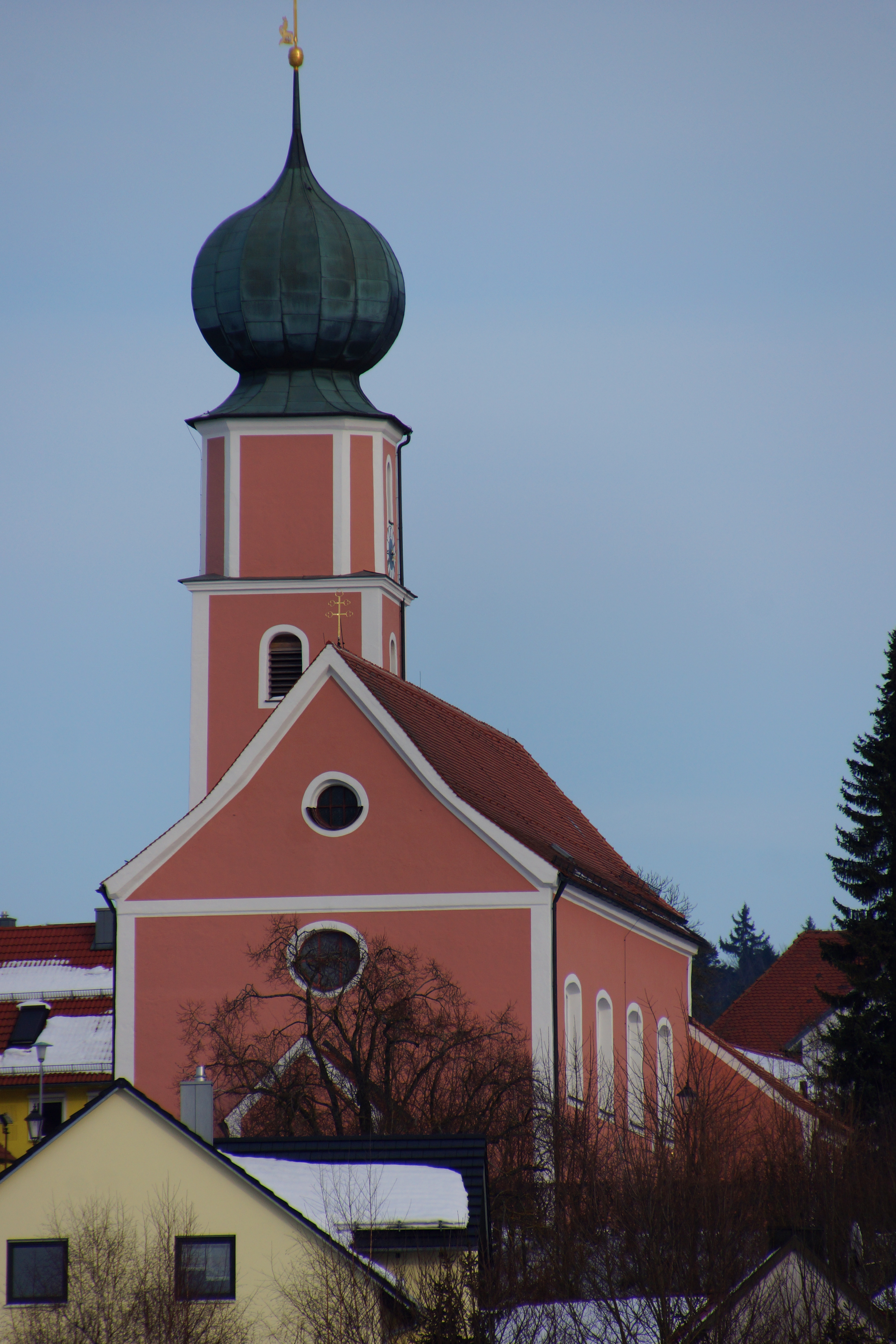
St. Willibald in Oberwiesenacker

Die römisch-katholische, denkmalgeschützte Filialkirche St. Willibald steht in Oberwiesenacker, einem Gemeindeteil der Stadt Velburg im Landkreis Neumarkt in der Oberpfalz. Das Bauwerk ist dem Dekanat Neumarkt in der Oberpfalz des Bistums Eichstätt zugeordnet und unter der Denkmalnummer D-3-73-167-95 als Baudenkmal in die Bayerische Denkmalliste eingetragen.

## Beschreibung
Die Saalkirche wurde 1726 im Auftrag von Maria Anna Katharina Gräfin von Montfort nach einem Entwurf von Johann Rigalia dem Jüngeren errichtet. Sie besteht aus einem Langhaus, das mit einem Satteldach bedeckt ist, einem eingezogenen Chor mit leicht geschwungenem Abschluss im Osten und einem Chorflankenturm an dessen Nordwand, dem 1746 ein Geschoss mit abgeschrägten Ecken aufgesetzt wurde, das die Turmuhr beherbergt, auf dem eine Zwiebelhaube sitzt. Im Geschoss darunter befindet sich der Glockenstuhl, in dem vier Kirchenglocken hängen.
Zur Kirchenausstattung gehört ein Hochaltar mit beidseitig zwei Säulen von 1731, der von Statuen des Josef von Nazaret und des Johannes flankiert wird. An der Brüstung der 1759 gebauten Kanzel befinden sich Porträts der vier Evangelisten.